# フォート・ハミルトン・パークウェイ駅 (INDカルバー線)
フォート・ハミルトン・パークウェイ駅 (Fort Hamilton Parkway) はブルックリン区のフォート・ハミルトン・パークウェイとプロスペクト・アベニュー交差点に位置するニューヨーク市地下鉄INDカルバー線の駅である。F系統とG系統が終日停車する。

## 駅構造
| G                   | 地上階                       | 出入口 |
| B1                  | 改札階                       | 改札口、駅員詰所、メトロカード自動券売機                                                                              |
| B2 ホーム階・緩行線 | 相対式ホーム、右側ドアが開く | 相対式ホーム、右側ドアが開く                                                                                          |
| B2 ホーム階・緩行線 | 北行緩行線                   | ← ジャマイカ-179丁目駅行き（15丁目-プロスペクト・パーク駅） ← コート・スクエア駅行き（15丁目-プロスペクト・パーク駅） |
| B2 ホーム階・緩行線 | 南行緩行線                   | → コニー・アイランド-スティルウェル・アベニュー駅行き（チャーチ・アベニュー駅）→ チャーチ・アベニュー駅行き（終点）→  |
| B2 ホーム階・緩行線 | 相対式ホーム、右側ドアが開く | |
| B3 急行線           | 北行急行線                   | ← 通過 |
| B3 急行線           | 南行急行線                   | → 通過 → |

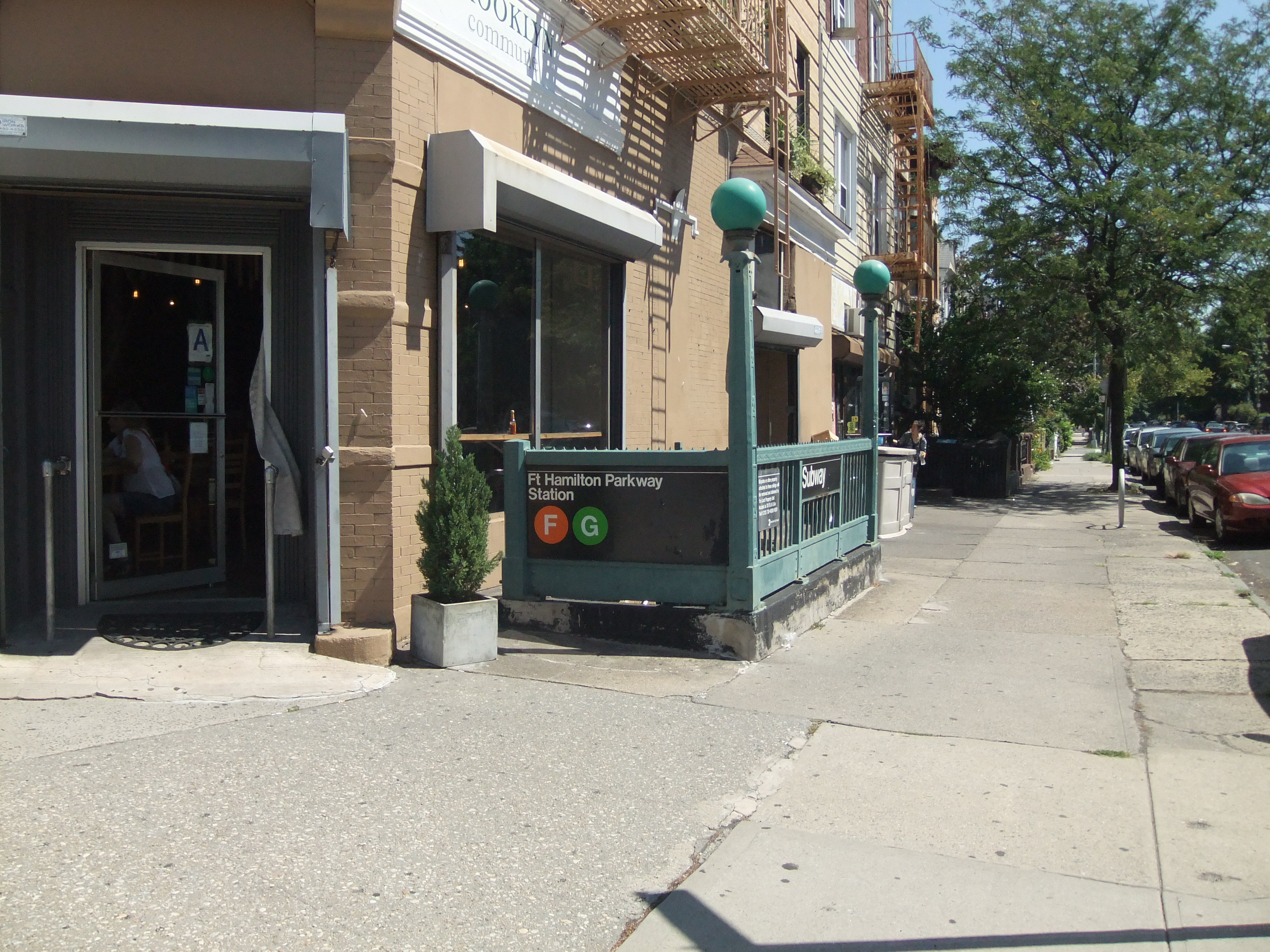
北東の階段

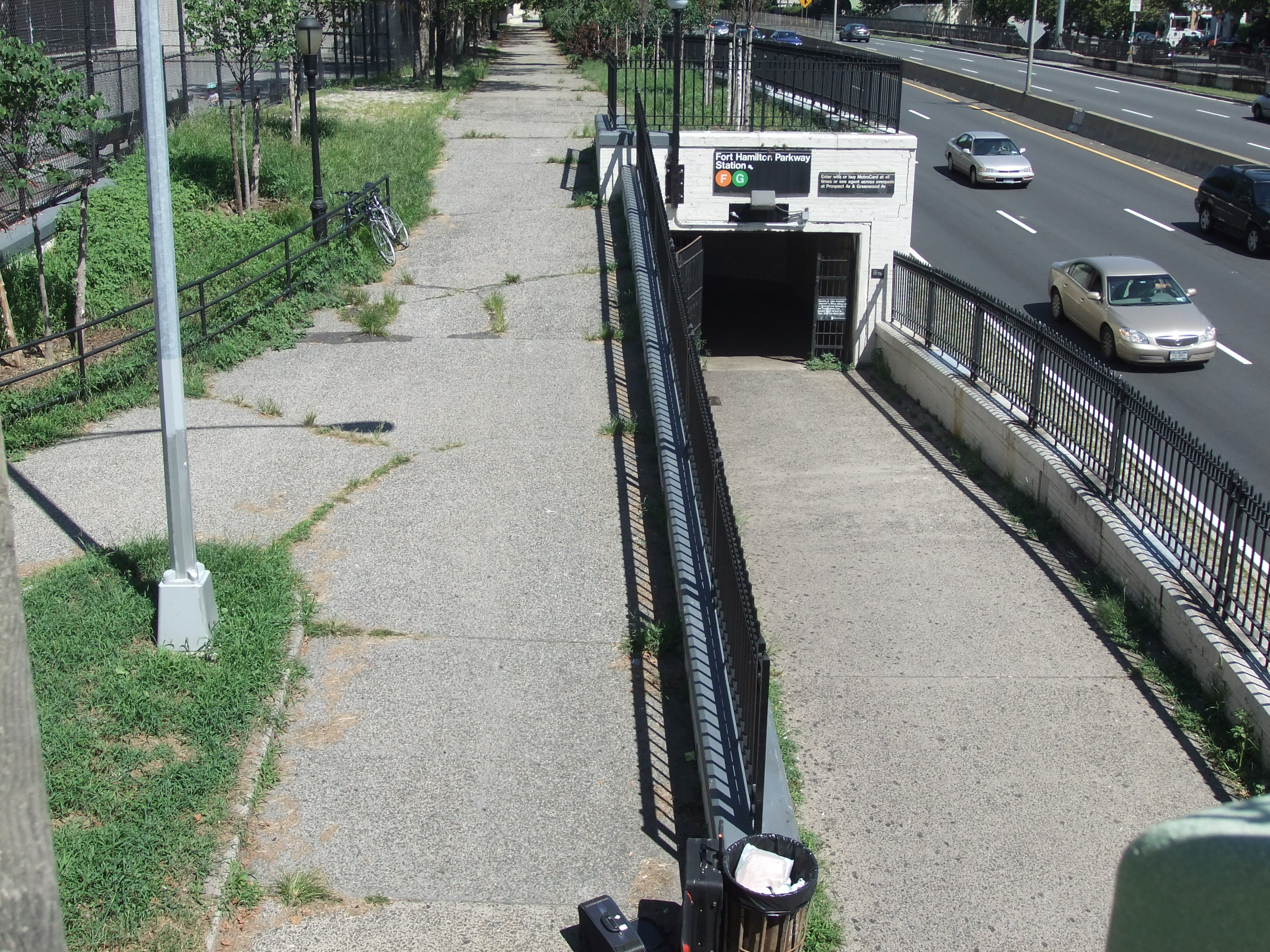
南側のスロープ

駅は相対式ホーム2面4線の駅で、急行線は緩行線の直下にあるためホームからは見えない。かつてIND第2路線網の中でフォート・ハミルトン・パークウェイを通ってニュー・ユトレヒト・アベニューの駅でBMTウェスト・エンド線に接続（フォート・ハミルトン・パークウェイ駅）してスタテンアイランドトンネルを経由してスタテンアイランドへ向かう計画があった。

### 出入口
- 階段1つ、プロスペクト・アベニューとグリーンウッド・アベニュー交差点北東[10]
- 階段1つ、プロスペクト・アベニューとグリーンウッド・アベニュー交差点北西[10]
- スロープ1つ、プロスペクト・エクスプレスウェイ西側[10]